# Miguel Caló
Miguel Caló, född 28 oktober 1907, död 24 maj 1972, var orkesterledare inom argentinsk tangomusik, tillika en känd bandoneonist, som verkade under tangons sena guldålder. Caló lät ofta låtarna avslutas med en accentuerad synkop för hela ensemblen följd av två brutna pianoackord.